# Pomnik Bitwy o Monte Cassino w Warszawie
Pomnik Bitwy o Monte Cassino – pomnik w Warszawie w dzielnicy Śródmieście, zlokalizowany na skwerze pomiędzy ul. gen. Andersa a bramą Ogrodu Krasińskich na osi wejścia do Państwowego Muzeum Archeologicznego w warszawskim Arsenale.

## Opis
W grudniu 1994 Społeczny Komitet Budowy Pomnika Bitwy o Monte Cassino w Warszawie otrzymał lokalizację pomnika w jego obecnym miejscu. W czerwcu 1995 Stowarzyszenie Architektów Polskich ogłosiło konkurs na pomnik upamiętniający bitwę o Monte Cassino. Pomnik sfinansowano ze składek weteranów 2 korpusu i dotacji licznych instytucji. 
Monument został odsłonięty 30 maja 1999 na skwerze przy Ogrodzie Krasińskich przez Irenę Anders w asyście Kompanii Reprezentacyjnej Wojska Polskiego, w ramach obchodów 55. rocznicy bitwy. W czasie ceremonii Prezydenta RP reprezentował p.o. Szefa Kancelarii Prezydenta RP Ryszard Kalisz.
Projekt pomnika wykonali: rzeźbiarz Kazimierz Gustaw Zemła i architekt Wojciech Zabłocki. Wykonany jest z żelbetu pokrytego białym marmurem Bianco Carrara, a masa jego wyniosła 220 ton. Aby ustabilizować grunt pod 70-tonową kolumnę stanowiącą najwyższy element kompozycji, wbito w ziemię sześciometrowe pale.
Pomnik przedstawia bezgłową Nike ze śladami walki i okaleczenia wyłaniającą się ze strzaskanej, przewiązanej szarfą kolumny. W podstawie pomnika widać wzgórze przykryte całunem, postać Matki Boskiej i porozrzucane hełmy. Na dwumetrowym cokole, na którym widnieje Krzyż Monte Cassino, umieszczono też pod całunem urnę z prochami bohaterów. Oprócz tego na cokole wyrzeźbiono godła pięciu polskich jednostek, które brały udział w bitwie.